# Cléry-Saint-André
Cléry-Saint-André település Franciaországban, Loiret megyében. Lakosainak száma 3540 fő (2022. január 1.). Cléry-Saint-André Mareau-aux-Prés, Dry, Jouy-le-Potier és Mézières-lez-Cléry községekkel határos.

## Népesség
A település népességének változása:
| Lakosok száma | 1860 | 2232 | 2506 | 3005 | 3343 | 3410 | 3443 | 3425 | 3466 | 3540 |
|               | 1968 | 1982 | 1990 | 2006 | 2013 | 2015 | 2017 | 2019 | 2020 | 2022 |